# Skream
Skream (Oliver Jones, nasceu em Bromley, Londres) é um produtor de dubstep baseado em Croydon. Um dos pioneiros do dubstep e um dos mais importantes produtores; desempenhou um papel importante no desenvolvimento do gênero.

## Discografia

### Álbuns
- Skream! (2006)
- Outside The Box  (2010)

### EPs
- The Southside EP 1
- The Southside EP 2
- The Judgement (with Benga) (2003)
- Hydro (with Benga) (2004)
- Skreamizm Vol. 1 (2006)
- Skreamizm Vol. 2 (2006)
- Acid People (2007)
- Skreamizm Vol. 3 (2007)
- Skreamizm Vol. 4 (2007)
- Skreamizm Vol. 5 (Dec 2008)

### Singles
- "28g / Fearless" (2005)
- "Midnight Request Line" (2005)
- "Bahl Fwd / Temptation" (2006)
- "Dubstars, Vol. 2 EP" (2006)
- "Never Warned / Plodder Remix" with MRK1 (2006)
- "Tapped / Dutch Flowerz" (2006)
- "Travels / Wise Men" (2006)
- "Assumptions Remix / Clockwatching" (2007)
- "Sub Island / Pass The Red Stripe" (2007)
- "Hedd Banger / Percression" (2008)
- "Burning Up/Memories of 3rd Base" (2009)
- "Just Being Me/Murdera" (2009)
- "Reprocussions Of A Razor Blade/ A New Dawn" (2010)
- No Future (Skreamix)/ Minimalistix" (2010)

### Remixes
- Klaxons - "It's Not Over Yet" (2007)
- VA - Rinse 02 (2007)
- VA - Watch the Ride (2008)
- Dave Gahan - "Saw Something" (2008)
- La Roux - "In for the Kill" (2009)
- Bat For Lashes - "Pearls Dream" (2009)[4]
- Toddla T featuring Benjamin Zephaniah and Joe Goddard - "Rebel" (2009)[5]
- Von D feat Lady Phe Phe - "Show Me" (2009)
- Chromeo - "Night by Night" (2010)
- Dj Zinc Ft Ms Dynamite - "Wile Out" (2010)

### Oficiais
- tempa.co.uk/art_skream - Página no site da Tempa Records.

### Informações
- Skream (em inglês) no AllMusic
- Skream (em inglês) no Discogs
- Skream no Myspace
- Skream no Last.fm